# دنیل دنیلو
دنیل دنیلو (به انگلیسی: Daniel D’Aniello) (زاده ۱۹۴۶) کارآفرین، سرمایه‌گذار و مدیر ارشد اجرایی آمریکایی است، که در حال حاضر به‌عنوان رییس هیئت مدیره گروه کارلایل فعالیت می‌کند.